# Begonia oblongata
Begonia oblongata là một loài thực vật có hoa trong họ Thu hải đường. Loài này được Merr. mô tả khoa học đầu tiên năm 1912.